# Grovetown, Georgia
Grovetown är en stad (city) i Columbia County, i delstaten Georgia, USA. Enligt United States Census Bureau har staden en folkmängd på 11 589 invånare (2011) och en landarea på 12,5 km².